# (14539) Clocke Roeland
(14539) Clocke Roeland est un astéroïde de la ceinture principale.

## Description
(14539) Clocke Roeland est un astéroïde de la ceinture principale. Il fut découvert le 10 septembre 1997 à Uccle par Thierry Pauwels. Il présente une orbite caractérisée par un demi-grand axe de 2,56 UA, une excentricité de 0,15 et une inclinaison de 4,2° par rapport à l'écliptique.

## Compléments